# Бюргерская кухня

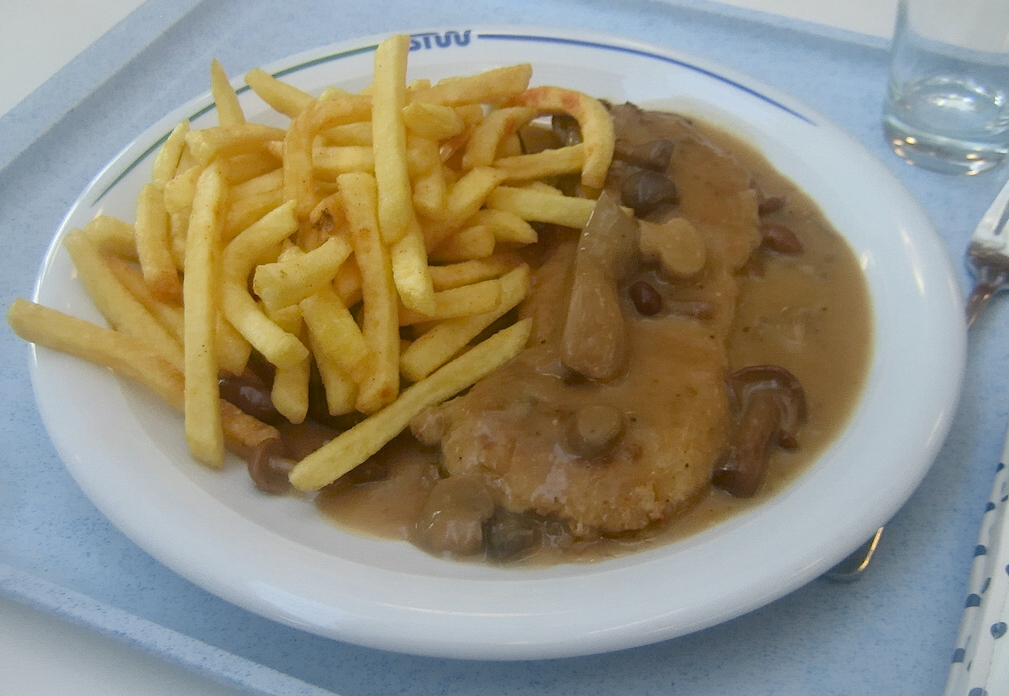
Охотничий шницель с картофелем фри — блюдо бюргерской кухни

Бюргерская кухня (буржуазная кухня, нем. bürgerliche Küche) — понятие гастрономической культуры в Германии и Австрии, появившееся в XIX веке и охватывающее традиции питания среднего класса в этих странах. Бюргерская кухня занимала промежуточное положение между благородной дворянской кухней и приземлённой крестьянской пищей и по своим качествам близка к хаусманскосту — культуре немецкой и австрийской добротной «еды по-домашнему» — повседневной, бюджетной, но не скудной. Типичные блюда бюргерской кухни просты в приготовлении, не отличаются изяществом и подаются большими порциями. Понятию французской буржуазной кухни (фр. cuisine bourgeoise) уровня простой вкусной пищи французских ресторанов средней руки соответствует немецкий термин более изысканной «добробуржуазной кухни» (gutbürgerliche Küche), в которой блюда готовят по более трудоёмким рецептам с использованием более дорогих продуктов питания и пряностей. По мнению историка Марен Мёринг, в период становления немецкой национальной кухни простая и натуральная добробуржуазная кухня, укоренённая в родной земле, была призвана бороться с засильем французской кухни, обвинённой в «искусственности, декадентстве и гипертрофированности».
Бюргерские традиции питания были заложены в эпоху индустриализации, когда у людей появились время и деньги, чтобы лучше питаться. Добропорядочные матери в буржуазных семействах принялись создавать достойные своего сословия обычаи семейной жизни, в том числе и на кухне, и самолично встали к домашней плите, вооружённые кулинарными книгами, одной из первых и самой популярной из которых стал труд Генриетты Давидис 1844 года. В буржуазных домах держали минимум прислуги, и на кухне буржуазной домохозяйке в лучшем случае помогала служанка, выполнявшая черновые работы. В постирочный день в бюргерских домах обычно готовили незатейливые супы и айнтопфы. В приличных немецких буржуазных семьях имелось чётко установленное время приёмов пищи, когда за столом обязательно собиралась вся семья, и чередующиеся по дням недели в определённом порядке блюда. В бюргерских семействах возникла традиция воскресного жаркого, на которое приглашалась и не проживавшая в доме родня.
Бюргерские традиции немецкой кухни стали признанным идеалом в Германской империи и распространились в других слоях общества, в первую очередь среди крестьянства, для чего в сельской местности были организованы специальные школы по ведению домашнего хозяйства. Примерная роль бюргерской кухни в Германии сохранялась даже после Второй мировой войны и сошла на нет лишь с ослаблением позиции семьи как ячейки общества. В современной гастрономической культуре Германии и Австрии, оперирующей понятиями «стиль жизни» и «люкс», старомодная бюргерская кухня уступила свои позиции интернациональным веяниям, ассоциируется с пенсионерами и заштатными провинциальными трактирами и превратилась чуть ли не в гастрономическое ругательство.